# Siewierzanie

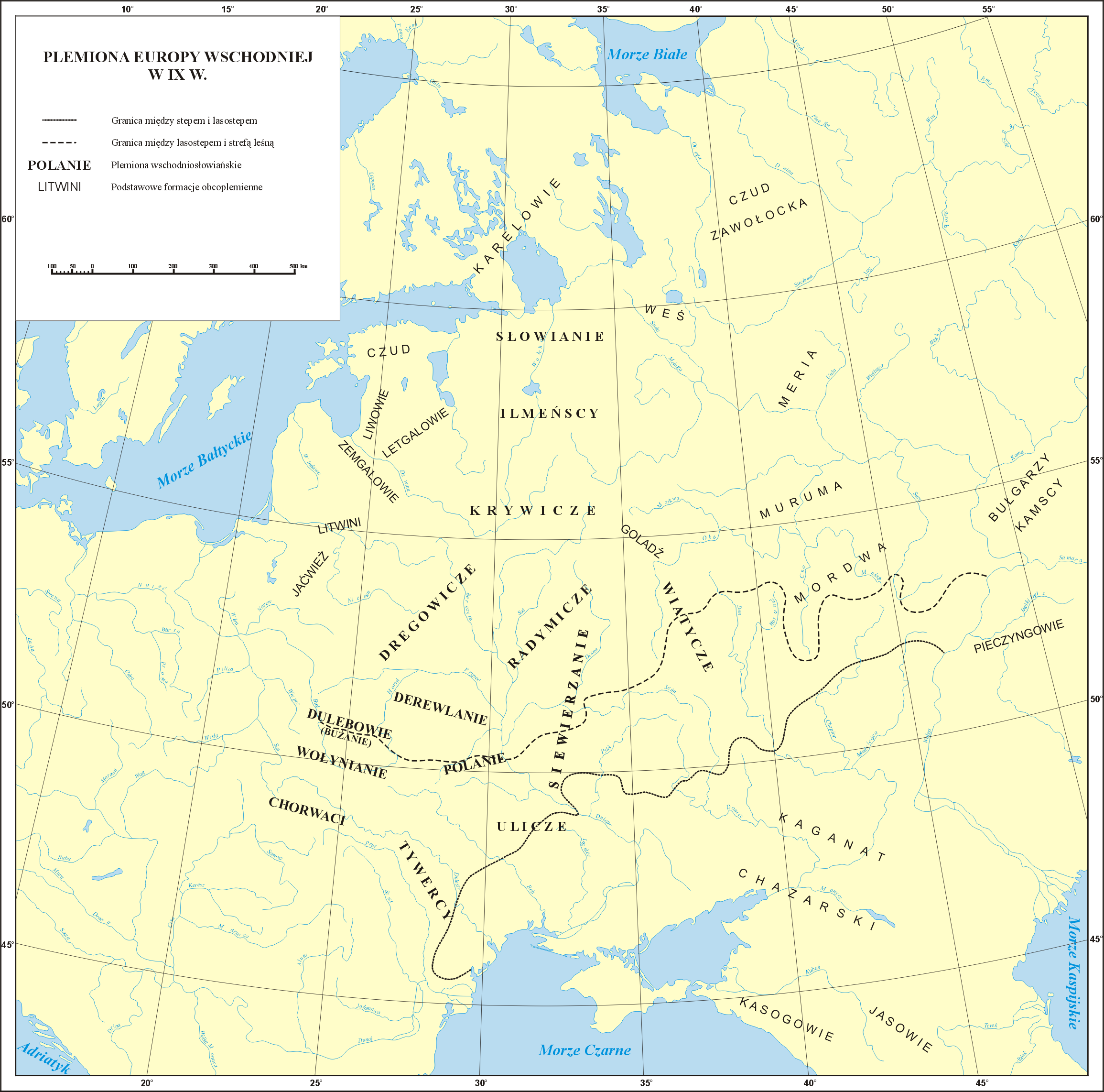
Plemiona Słowiańskie w VIII–X w. w świetle informacji „Powieści dorocznej” (na podstawie opracowania prof. Wojciecha Szymańskiego)

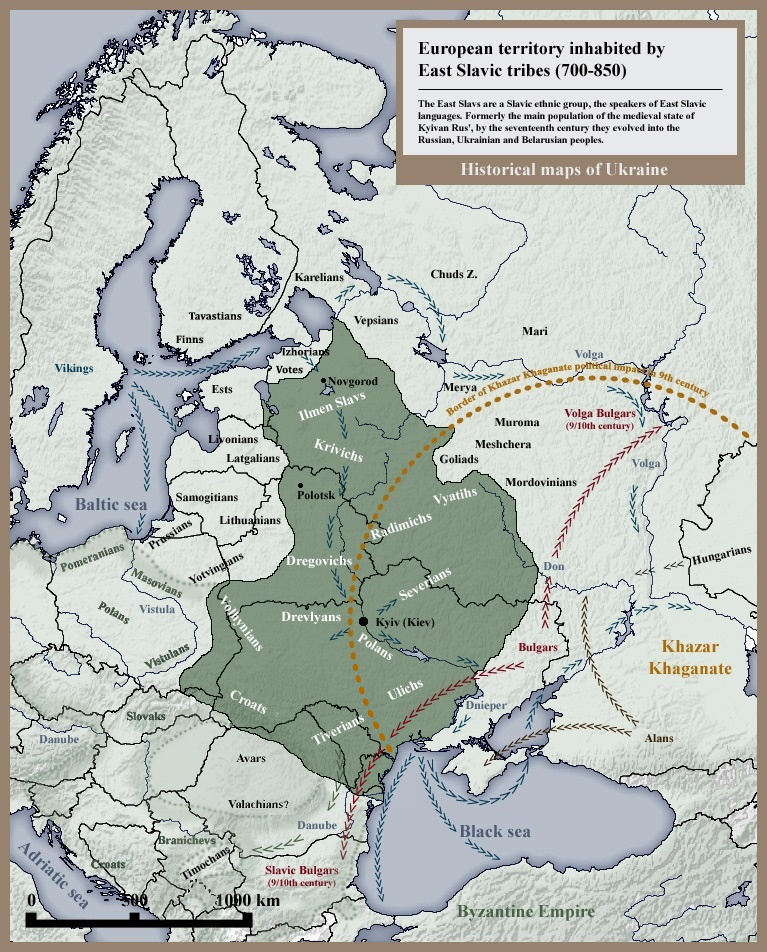
Słowianie wschodni w VIII-IX w.

Siewierzanie (starorus.: Сѣверъ, transliteracja: Sieverъ) – plemię słowiańskie zaliczane do plemion wschodnich. Zamieszkiwali nad rzekami: Desną, Sejmem i Sułą.
Nazwa pochodzi od siewier (staropolskie siewiór) „północ”, czyli Siewierzanie to „ci, którzy żyją na północy”. Słowiańskie *severjane „mieszkańcy północy” (lub miejscowości o nazwie Severъ). Początkowo podlegali Kaganatowi Chazarskiemu. Po kilku wojnach wygranych przez księcia ruskiego Olega zostali podporządkowani Rusi Kijowskiej w 885 roku.